# Heterorachis tsara
Heterorachis tsara là một loài bướm đêm trong họ Geometridae.